# Kírov (1938)
El crucero Kírov (en ruso: Киров) fue un crucero de la clase Kírov (Proyecto 26) de la Armada Soviética que sirvió durante la Guerra de Invierno, la Segunda Guerra Mundial y en la Guerra Fría. En 1939, durante la Guerra de Invierno Intentó bombardear las baterías de defensa costera finlandesas, pero fue rechazado por varias explosiones que lo dañaron. A finales de agosto de 1941, en las primeras fases de la Segunda Guerra Mundial, lideró la evacuación de Tallin, antes de ser bloqueado en Leningrado debido al cerco de la ciudad por los alemanes, donde solo pudo proporcionar fuego de apoyo con su artillería principal durante el sitio de Leningrado. A mediados de 1944, bombardeó posiciones finlandesas durante la ofensiva de Víborg-Petrozavodsk, después de la victoria soviética en dicha operación no participó más en la guerra. El 2 de agosto de 1961, el Kirov fue reclasificado como crucero de entrenamiento y vendido para chatarra el 22 de febrero de 1974.

## Diseño y desarrollo
El crucero Kírov tenía 191,3 metros de eslora, una manga de 17,66 metros y un calado de entre 5,75 y 6,15 metros. Desplazaba 7890 toneladas con carga estándar y 9436 toneladas a plena carga. Sus turbinas de vapor producían un total de 113 500 ihp en el eje (84 637 kW) y alcanzaba los 35,94 nudos (66,56 km/h) en las pruebas.
El armamento principal del Kirov consistía en nueve cañones B-1-P de calibre 57 de 180 milímetros en tres torretas triples MK-3-180 accionadas eléctricamente. Su armamento secundario consistía en seis cañones antiaéreos B-34 de 100 milímetros calibre 56 montados a cada lado del embudo trasero. Sus cañones AA ligeros consistían en seis cañones 21-K semiautomáticos de 45 milímetros y cuatro ametralladoras DShK de 12,7 milímetros. Además contaba con seis tubos lanzatorpedos de 533 milímetros en dos montajes triples.

## Modificaciones

### En tiempos de guerra
En 1944, se sustituyeron sus cañones de 45 mm por diez cañones 70-K AA completamente automáticos de 37 milímetros con mil rondas por arma, se le añadieron dos ametralladoras DShK adicionales y una ametralladora Vickers .50 cuádruple proporcionada por los aliados a través de la Ley de Préstamo y Arriendo, en un montaje MK III.
El Kírov carecía de radar cuando estalló la guerra en 1941, pero en 1944 se le equipó con modelos británicos proporcionados por la ley de Préstamo y Arriendo. Se utilizó un radar Tipo 291 para la búsqueda aérea. Un radar Tipo 284 y dos radares Tipo 285 para el control de fuego de la batería principal, mientras que para el control del fuego antiaéreo se utilizaron dos radares Tipo 282.

### Posguerra
Después de la guerra (entre 1949 y 1953) el Kírov fue completamente reacondicionado. Su armamento secundario se actualizó con montajes B-34USM de 100 mm totalmente automatizados y accionados eléctricamente, y su sistema de control de fuego fue reemplazado por un sistema Zenit-26 con directores estabilizados SPN-500. Todas sus armas ligeras AA fueron reemplazadas por nueve montajes V-11 de 37 mm refrigerados por agua de dos cañones. Todos sus radares fueron reemplazados por sistemas soviéticos: búsqueda de superficie Rif, búsqueda aérea de Gyuys, artillería de superficie Zalp y radares de artillería antiaérea de Yakor. Se retiraron todas las armas antisubmarinas, tubos lanzatorpedos, equipos de aviación y grúas para barcos. Aunque costosa, la reparación supuso aproximadamente la mitad del costo de construcción de un nuevo crucero clase Sverdlov del Proyecto 68bis, por lo que su reconstrucción, se consideró un éxito y permitió que el Kirov continuara en servicio durante otras dos décadas.

## Construcción
La construcción se inició el 22 de octubre de 1935. El casco del crucero se colocó en el astillero N.º 189 Ordzhonikidze de Leningrado. Durante la ceremonia de colocación estuvieron presentes M. I. Kalinin y el Jefe de las Fuerzas Navales del Ejército Rojo V. M. Orlov. El constructor en jefe era el ingeniero militar de segundo rango N.V. Grigoriev. Durante la construcción, el crucero recibió la designación oficial de «número de orden 269».
El casco estaba hecho de acero remachado de dos grados: manganeso (revestimiento exterior, segundo fondo, mamparos principales, cubierta superior y su conjunto y otras estructuras de soporte) y acero al carbono ordinario para las extremidades y las estructuras secundarias. El sistema de reclutamiento es mixto: en la parte media. Es predominantemente longitudinal, con un espaciamiento de 750 mm; en los extremos - transversal, con un espacio de 500 mm. El casco estaba dividido en diecinueve compartimentos estancos principales, de modo que el barco permanecería a flote incluso cuando tres de ellos se inundasen.
Fue botado el 30 de noviembre de 1936, el 7 de agosto de 1937, hizo su primera salida al mar. Durante las pruebas de mar, ocurrieron múltiples accidentes y se identificaron varias deficiencias. Finalmente, se completó el 26 de septiembre de 1938, y fue asignado a la Flota del Báltico en el otoño de 1938, aunque, a principios de 1939 todavía se estaba trabajando en su puesta a punto.

## Historial de Combate
Durante la guerra de Invierno, el Kirov, escoltado por los destructores Smetlivy y Stremitelny, intentó bombardear los cañones de defensa costera finlandesa en Russarö, cinco kilómetros al sur de Hanko el 30 de noviembre. el crucero solo pudo disparar treinta y cinco rondas antes de ser dañado por varias explosiones cercanas de las baterías costeras finlandesas, por lo que tuvo que regresar a la base naval soviética en Liepāja para efectuar reparaciones. Permaneció allí durante el resto de la guerra de invierno y luego estuvo en reparación en Kronstadt desde octubre de 1940 hasta el 21 de mayo de 1941.

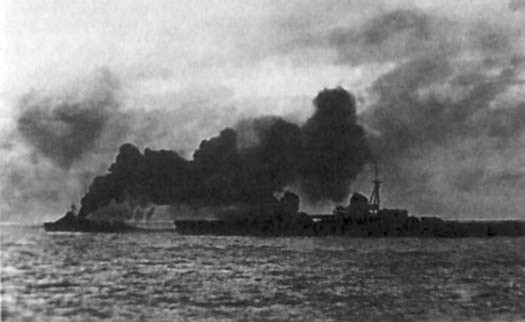
El crucero Kirov protegido por una cortina de humo durante la evacuación de Tallin en agosto de 1941.

### Segunda Guerra Mundial
Con base cerca de Riga en el momento del ataque alemán a la Unión Soviética en junio de 1941, el Kírov quedó atrapado en el golfo de Riga por el rápido avance alemán. Apoyó las acciones de colocación de minas de los destructores soviéticos en la mitad occidental del estrecho de Irbe en las noches del 24 al 25 y del 26 al 27 de junio. Después de descargar su combustible y parte de su munición, para reducir su calado, atravesó con gran dificultad el canal de Moonsound de poca profundidad (entre la isla de Muhu y el continente estonio), y logró llegar a Tallin a finales de junio. El Kirov proporcionó apoyo de fuego pesado con su artillería principal, del 22 al 27 de agosto disparó treinta y seis proyectiles a las tropas alemanas, en respuesta, la artillería alemana disparó hasta 500 proyectiles contra el barco y la Luftwaffe lanzó hasta 326 bombas de distintos calibres. En la rada de Tallin, el crucero recibió un impacto de un gran proyectil alemán en la popa que lo averió ligeramente y provocó la muerte de nueve tripulantes y treinta resultaron heridos, a finales de agosto de 1941 sirvió como buque insignia del almirante de la Flota del Báltico Vladímir Tríbuts durante la evacuación de Tallin a Leningrado.
El 30 de agosto de 1941, por orden del Comisario Popular de la Armada, el crucero fue trasladado como buque insignia al escuadrón al mando del vicealmirante Valentín Drozd. Luego, el crucero proporcionó fuego de apoyo con su armamento pesado desde Kronstadt, durante el asedio de Leningrado. se dispararon más de 500 proyectiles contra el ejército alemán que avanzaba. Casi a diario, el crucero fue atacado por aviones alemanes y recibió varios impactos de bombas aéreas (de pequeño calibre), tres marineros murieron y doce resultaron heridos. Los artilleros antiaéreos derribaron al menos tres aviones. Luego, a partir del 4 de septiembre, estuvo en Leningrado, desde donde continuó disparando contra las tropas sitiadoras alemanas, desde una, muy vulnerable, posición en el río Nevá.

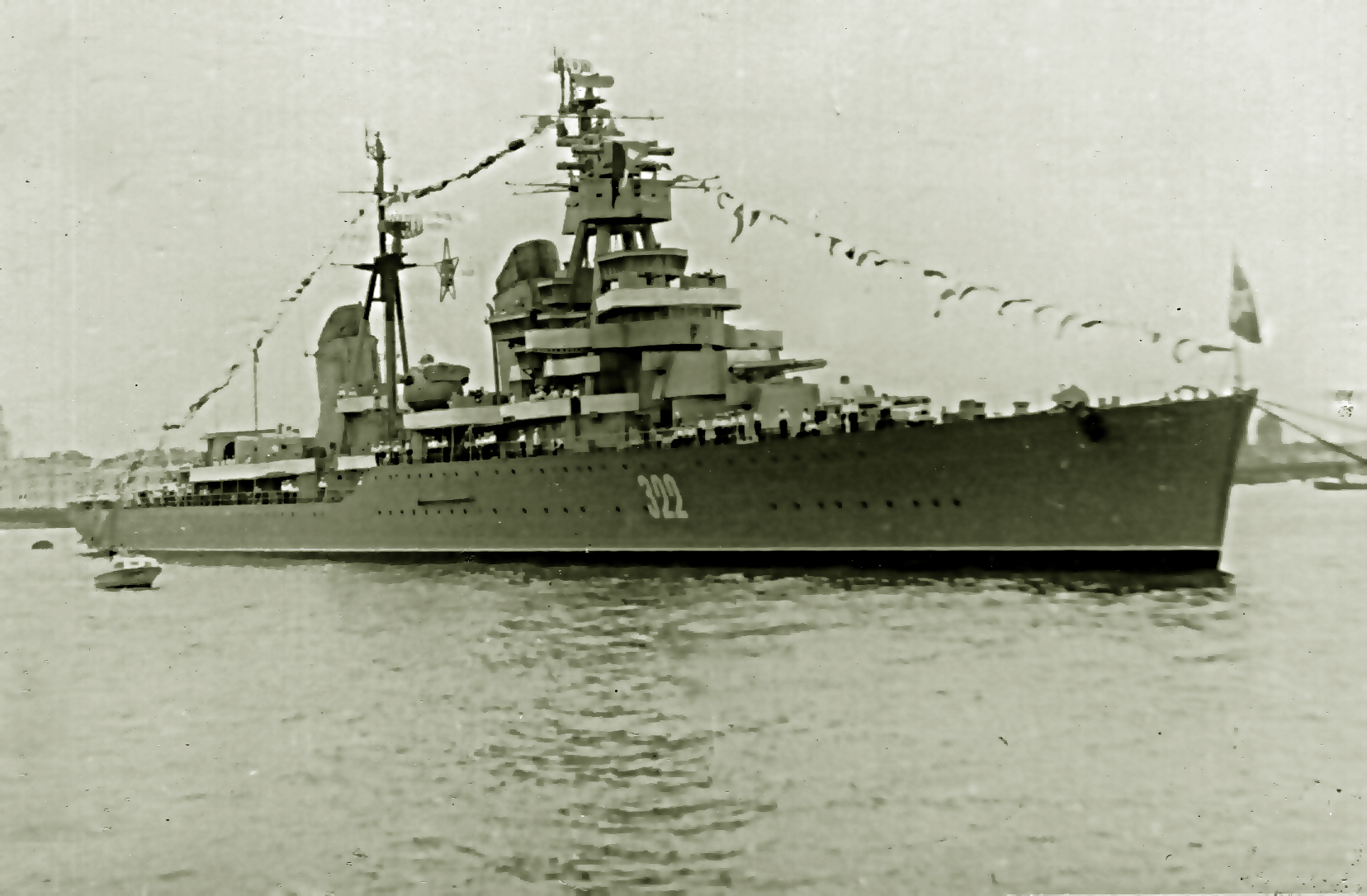
Crucero Kirov después de la guerra, en 1965

Fue dañado por varios ataques aéreos y de artillería alemanes, el más grave entre el 4 y el 5 de abril de 1942 cuando fue alcanzado por tres bombas y un proyectil de artillería de 15 centímetros que provocó daños importante, así el puesto de mando de repuesto del barco, algunos oleoductos y conductos de vapor y algunos compartimentos resultaron destruidos. Se produjo un incendio en los pañoles de municiones, que provocó las explosiones de los obuses que estaban allí almacenados; para evitar la destrucción completa del barco, hubo que inundar varios pañoles de artillería. Se averiaron seis cañones y dos ametralladoras antiaéreas, ochenta y seis tripulantes murieron y cuarenta y seis resultaron heridos.
Las reparaciones duraron dos meses durante las cuales se retiró la catapulta; se instaló un mástil más ligero y se aumentó su armamento antiaéreo. Después de la liberación de Leningrado a principios de 1944, tras la ofensiva de Leningrado-Novgorod. El Kirov permaneció allí y no participó más en la guerra, excepto para proporcionar fuego de apoyo a las tropas soviéticas durante la ofensiva de Víborg-Petrozavodsk contra los finlandeses, a mediados de 1944.

### Posguerra
El 17 de octubre de 1945, el Kírov fue dañado por una mina magnética alemana cuando salía de Kronstadt y estuvo en reparación hasta el 20 de diciembre de 1946. Fue reacondicionada desde noviembre de 1949 hasta abril de 1953, durante lo cual su maquinaria fue completamente revisada y sus radares, sistemas de control de incendios y armamento antiaéreo, fue reemplazado por los últimos modelos soviéticos. Después de su reacondicionamiento, participó en maniobras de la Flota del Norte durante enero de 1956.
El 2 de agosto de 1961, fue reclasificado como crucero de entrenamiento, hasta 1974, el crucero realizó viajes regularmente con cadetes de escuelas navales superiores en el Mar Báltico, visitando regularmente puertos de Polonia y Alemania Oriental. Finalmente fue vendido para chatarra el 22 de febrero de 1974. Cuando fue dado de baja, dos de sus torretas se instalaron en San Petersburgo como monumento conmemorativo a su participación en la defensa de la ciudad.

## Monumento conmemorativo

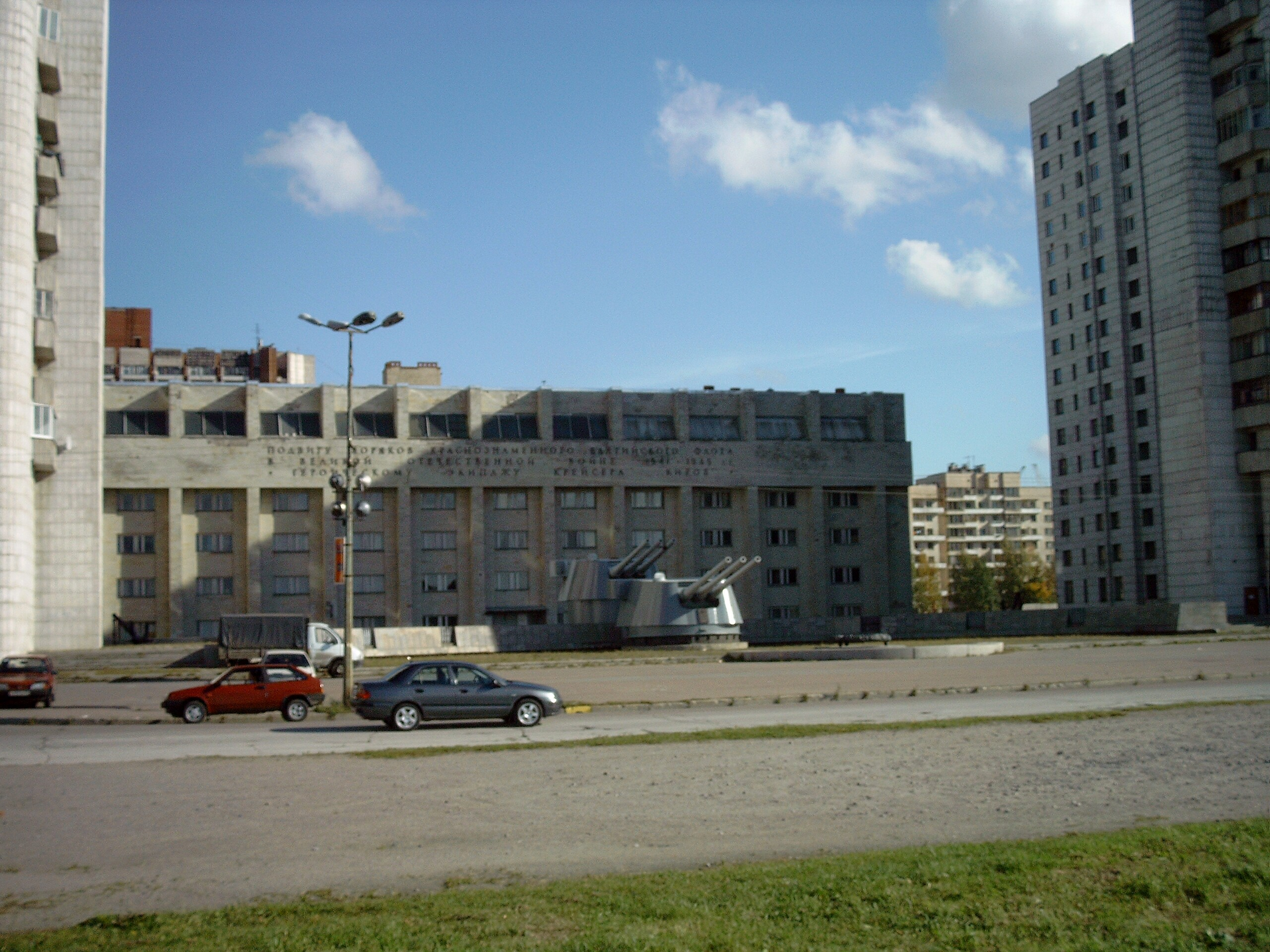
Alrededores del Memorial al Crucero Kirov
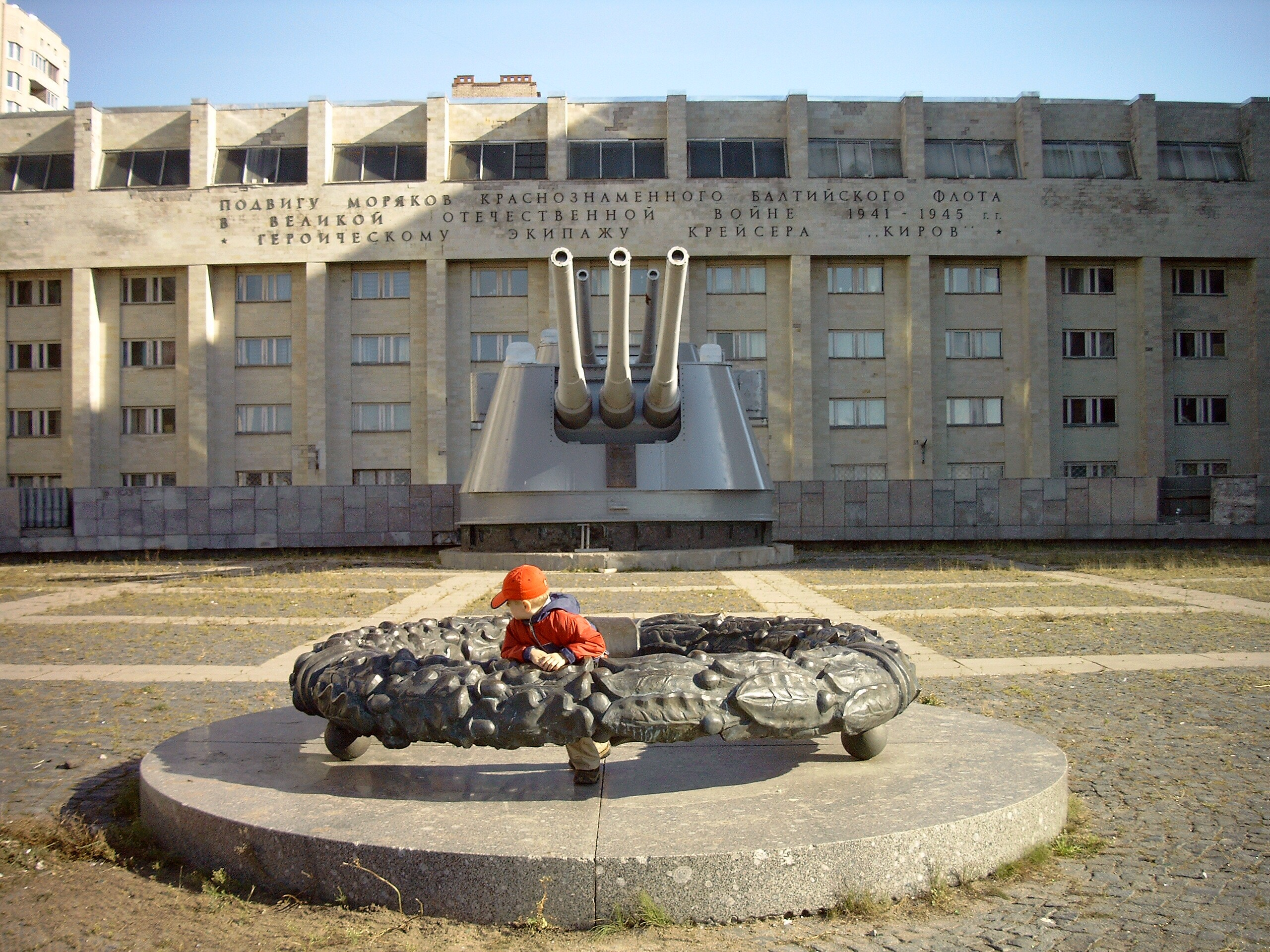
Memorial al crucero Kirov en San Petersburgo.
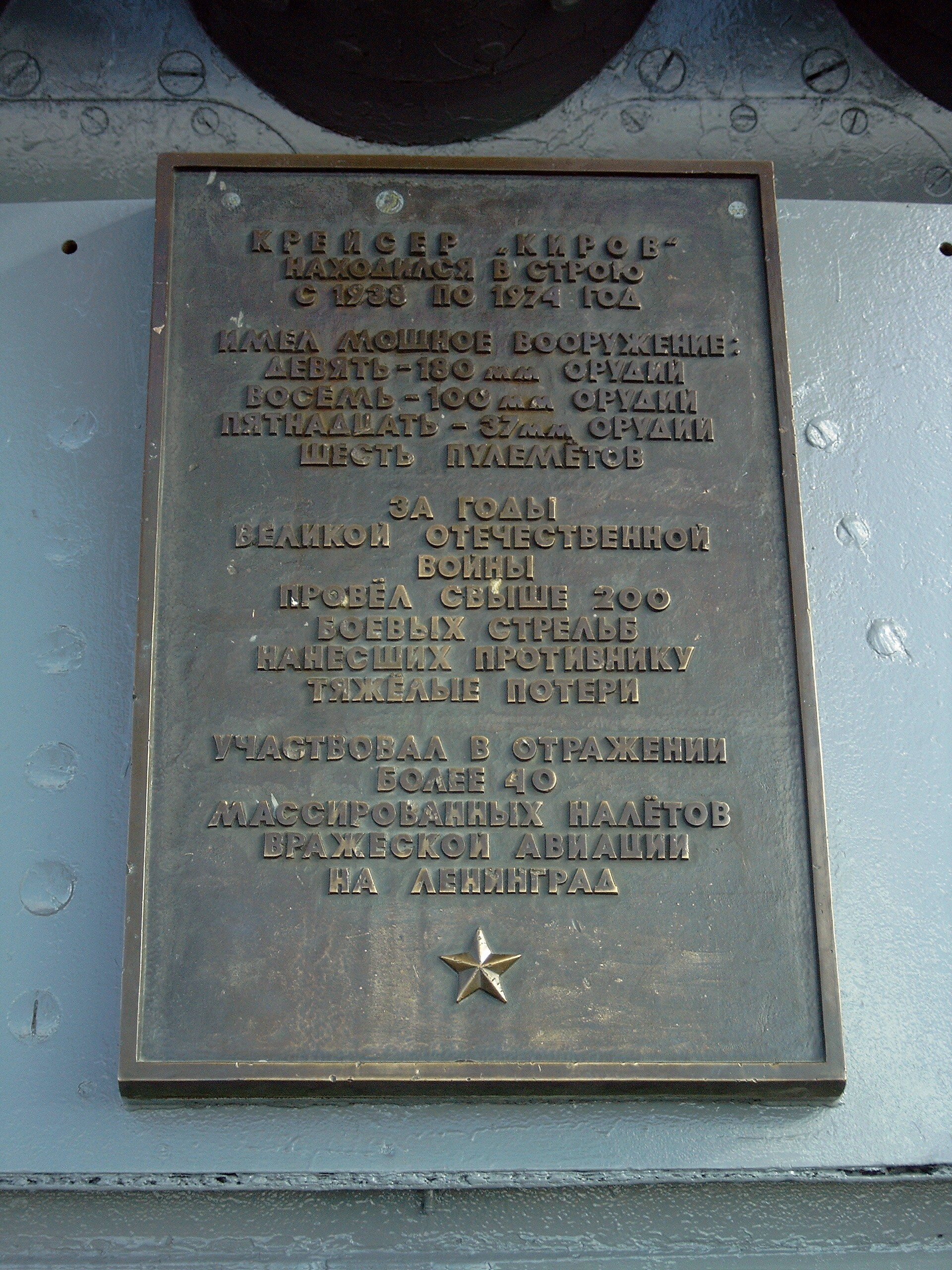
Placa conmemorativa
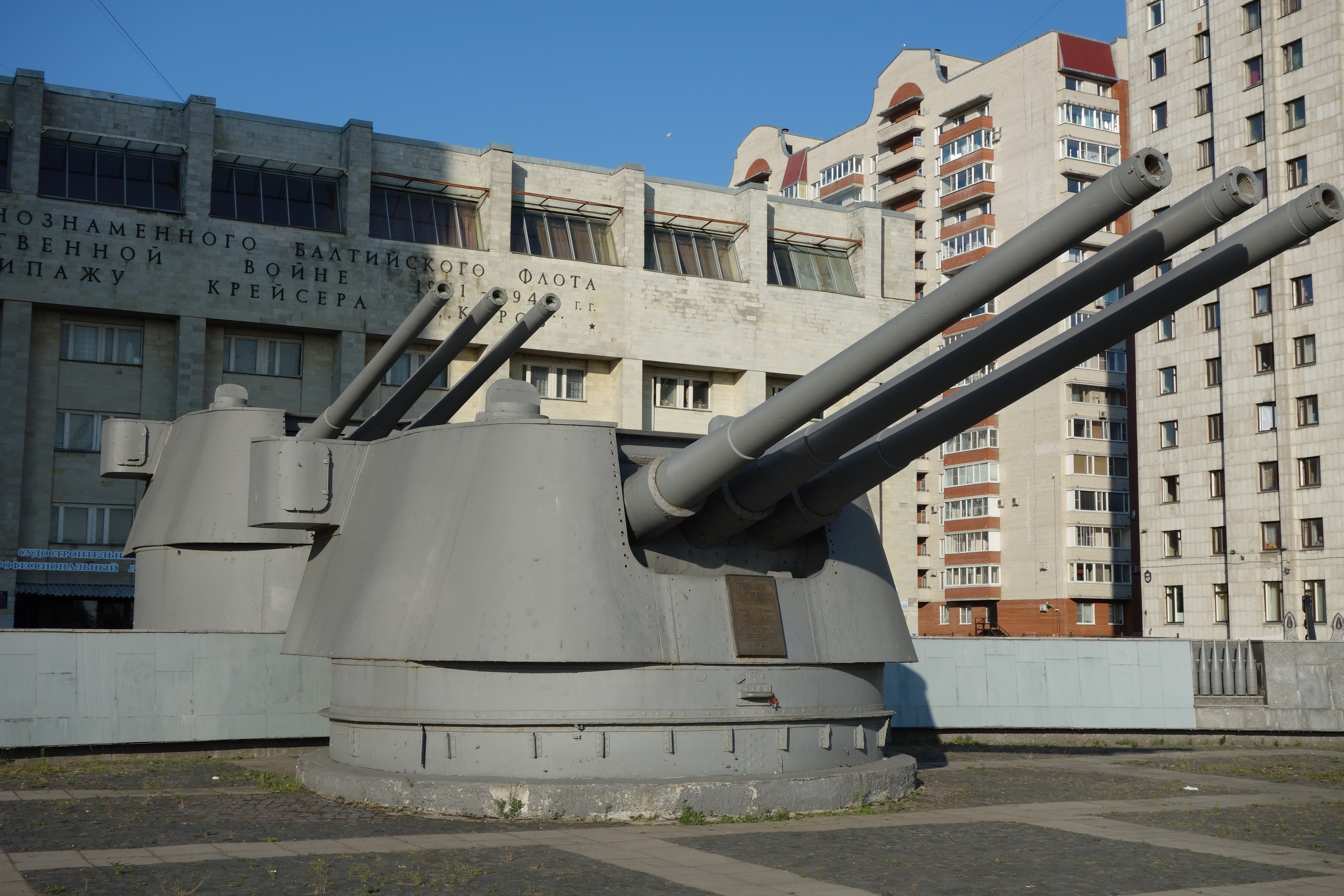
Torretas triples de 180 mm del crucero Kirov en San Petersburgo.